# El diario (film 2024)
El diario è un film del 2024 diretto da Emma Bertrán e Alba Gil.

## Trama
Dopo il divorzio, Olga si trasferisce in una nuova casa assieme alla figlia Vera per ricominciare. All'inizio nessuna delle due si accorge delle strane cose che avvengono in casa fin quando Olga scopre in soffitta il diario di un assassino.

## Distribuzione
Il film è stato distribuito su Amazon Prime Video a partire dal 4 ottobre 2024.